# Radosław Chorab
Radosław Chorab (ur. 15 grudnia 2000) – polski koszykarz występujący na pozycji rozgrywającego. Od sezonu 2020/2021 zawodnik Polpharmy Starogard Gdański.
Wychowanek klubu z Dąbrowy Górniczej. Brał udział w mistrzostwach Polski we wszystkich kategoriach wiekowych U–14 (2013, 2014), U–16 (2015, 2016), U–18 (2017, 2018), U–20 (2017, 2018).
W sezonie 2018/2019 zadebiutował w polskiej ekstraklasie w zespole MKS Dąbrowa Górnicza a w sezonie 2019/2020 także reprezentował barwy tego klubu.  
W sezonie 2021/22 podpisał kontrakt z drugoligowym zespołem Bozza Kraków. W obecnym sezonie 2022/23 został koszykarzem 1 ligowej Polonii Bytom.   